# Artatama Ier
Artatama Ier est un souverain hourrite du Mitanni de la fin du XVe siècle av. J.-C.

## Biographie
Son règne a coïncidé avec les règnes des pharaons Amenhotep II et Thoutmosis IV. On[Qui ?] pense qu'il est le fils de l'ancien roi du Mitanni, Shaushtatar.
Il initie un rapprochement avec l’Égypte en réaction à la menace hittite qui se confirme au nord du pays. Ces derniers ont, à une date inconnue, proposé un mariage entre la fille d'Artatama et Thoutmosis IV mais celui-ci refusa. Sept propositions sont envoyées avant que le souverain hourrite accepte. Il est donc probable qu'Artatama soit le père de la reine Mutemwiya ainsi que le grand-père maternel d'Amenhotep III.
Son fils Shuttarna II lui succède.